# بازتوانی حیات وحش

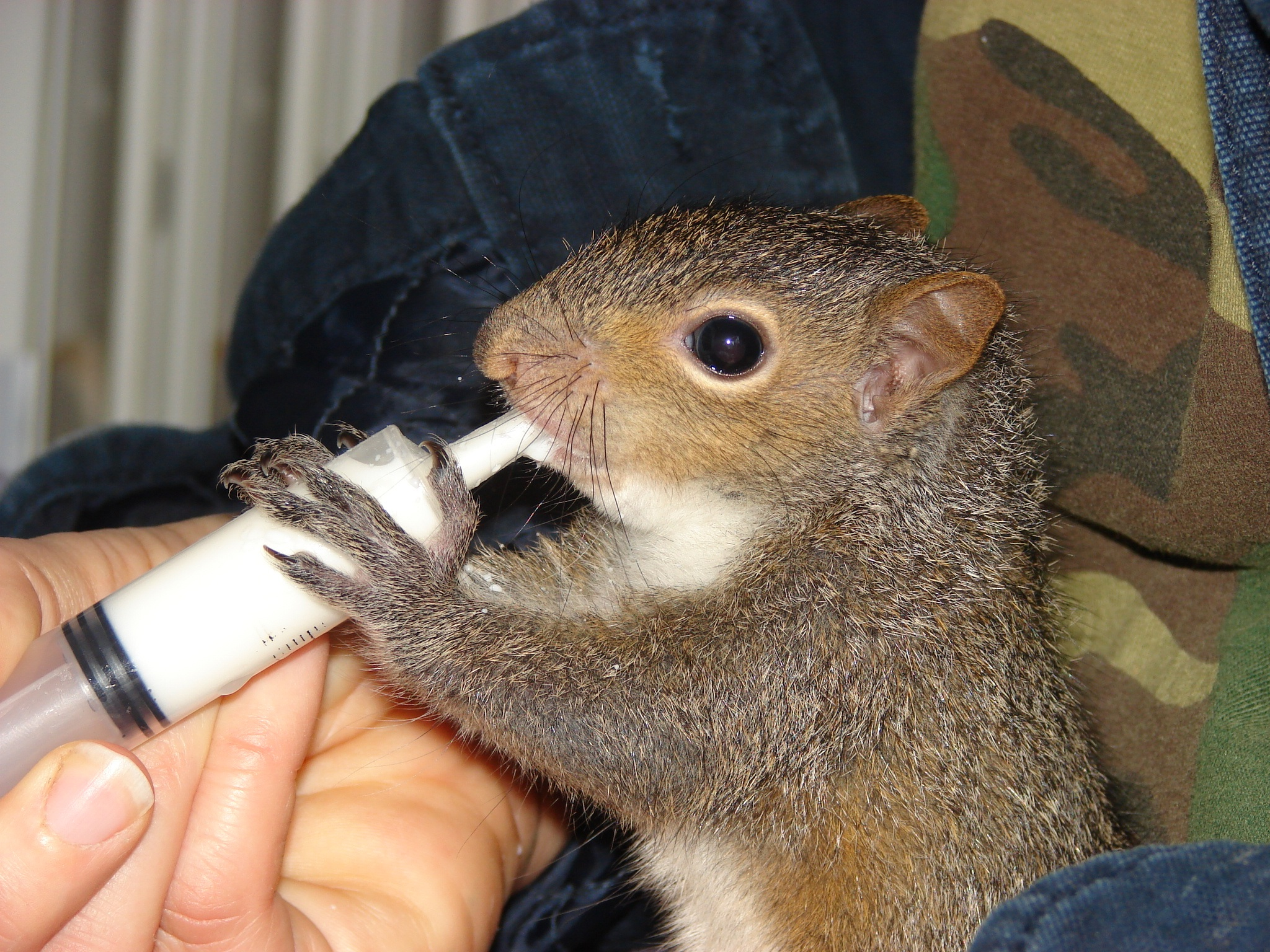
یک بچه سنجاب خاکستری شرقی نجات‌یافته که با استفاده از سرنگ تغذیه می‌شود

بازتوانی حیات وحش یا بازپروری حیات وحش یا توانبخشی حیات وحش (به انگلیسی: Wildlife rehabilitation) عمل درمان و مراقبت از حیات وحش زخمی، یتیم یا بیمار است تا بتوان آنها را در طبیعت رها کرد.
این مفهوم ریشه در آن دارد که رفتار باستانی بسیاری از افرادی که جانوران را جمع‌آوری می‌کردند زخمی می‌شوند و از آنها در خانه‌های خود مراقبت می‌کنند تا زمانی که بتوانند بازگشت آنها به طبیعت را تضمین کنند. با این حال، مراکز بازپروری و توان‌بخشی حیات وحش تا دهه ۱۹۸۰ در اسپانیا پدیدار نشدند که توسط گروه‌های حافظان محیط زیست ترویج شد.

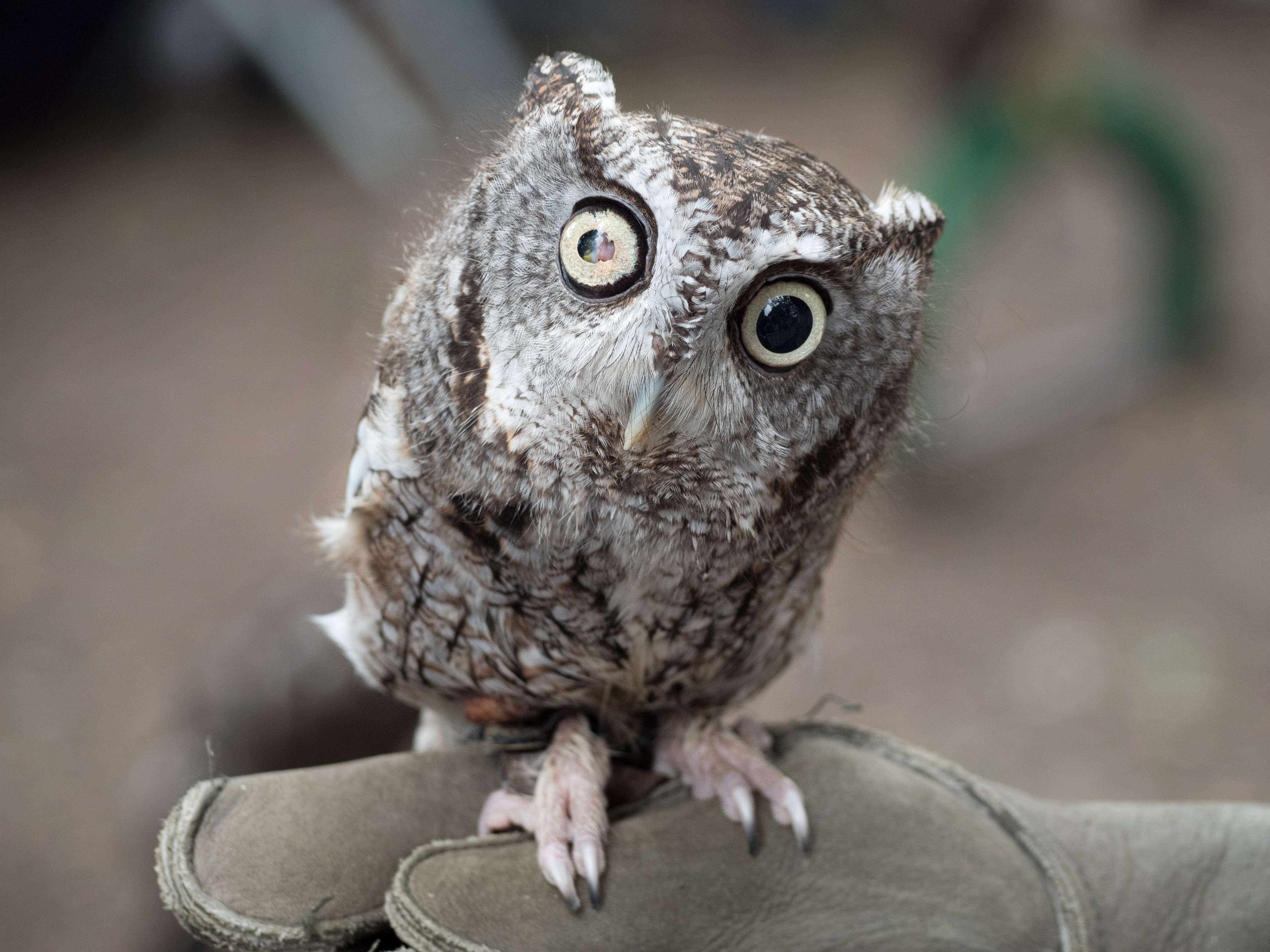
جغد جیغ‌کش شرقی روی دستکش، پس از زخم چشم نجات یافت

اگر جانوران وحشی آسیب دیده یا نوجوان پیدا کردید، در نظر بگیرید که آیا واقعاً نیاز دارد یا می‌توان به آنها کمک کرد.
اگر یک جانور بالغ به شما اجازه نزدیک شدن را بدهد، به این دلیل است که برای فرار خیلی زخمی یا ضعیف شده است و به مراقبت نیاز دارد. هرگز سعی نکنید حیات وحش بالغ را بگیرید، همیشه با یک درمانگر مجاز تماس بگیرید.